# Braziliaanse presidentsverkiezingen 2018
De Braziliaanse presidentsverkiezingen in 2018 vonden plaats in twee rondes die werden gehouden op 7 oktober en 28 oktober. De verkiezingen werden uiteindelijk gewonnen door Jair Bolsonaro die Fernando Haddad in de tweede ronde versloeg.

## Kaarten

Uitslag eerste ronde per staat

Uitslag tweede ronde per staat
Uitslag tweede ronde per gemeente

## Uitslag
| Kandidaat                                                                     | Partij                  | Partij                                   | 1e ronde    | 1e ronde   | 2e ronde      | 2e ronde      | Gekozen President                     |
| Kandidaat                                                                     | Partij                  | Partij                                   | Stemmen     | Percentage | Stemmen       | Percentage    | Gekozen President                     |
| ----------------------------------------------------------------------------- | ----------------------- | ---------------------------------------- | ----------- | ---------- | ------------- | ------------- | ------------------------------------- |
| Jair Bolsonaro                                                                | PSL                     | Sociaal-Liberale Partij                  | 49.277.010  | 46,0       | 57.797.847    | 55,1          | Jair Bolsonaro (2018), Alan Santos/PR |
| Fernando Haddad                                                               | PT                      | Arbeiderspartij                          | 31.342.051  | 29,3       | 47.040.906    | 44,9          | Jair Bolsonaro (2018), Alan Santos/PR |
| Ciro Gomes                                                                    | PDT                     | Democratische Arbeiderspartij            | 13.344.371  | 12,5       | Geen deelname | Geen deelname | Jair Bolsonaro (2018), Alan Santos/PR |
| Geraldo Alckmin                                                               | PSDB                    | Braziliaanse Sociaaldemocratische Partij | 5.096.350   | 4,8        | Geen deelname | Geen deelname | Jair Bolsonaro (2018), Alan Santos/PR |
| João Amoêdo                                                                   | NOVO                    | Nieuwe Partij                            | 2.679.745   | 2,5        | Geen deelname | Geen deelname | Jair Bolsonaro (2018), Alan Santos/PR |
| Cabo Daciolo                                                                  | PATRI                   | Patriot                                  | 1.348.323   | 1,3        | Geen deelname | Geen deelname | Jair Bolsonaro (2018), Alan Santos/PR |
| Henrique Meirelles                                                            | MDB                     | Braziliaanse Democratische Beweging      | 1.288.950   | 1,2        | Geen deelname | Geen deelname | Jair Bolsonaro (2018), Alan Santos/PR |
| Marina Silva                                                                  | REDE                    | Duurzaam Netwerk                         | 1.069.578   | 1,0        | Geen deelname | Geen deelname | Jair Bolsonaro (2018), Alan Santos/PR |
| Álvaro Dias                                                                   | PODE                    | We kunnen                                | 859.601     | 0,8        | Geen deelname | Geen deelname | Jair Bolsonaro (2018), Alan Santos/PR |
| Guilherme Boulos                                                              | PSOL                    | Socialistische en Vrijheidspartij        | 617.122     | 0,6        | Geen deelname | Geen deelname | Jair Bolsonaro (2018), Alan Santos/PR |
| Vera Lúcia                                                                    | PSTU                    | Verenigde Socialistische Arbeiderspartij | 55.762      | 0,1        | Geen deelname | Geen deelname | Jair Bolsonaro (2018), Alan Santos/PR |
| José Maria Eymael                                                             | DC                      | Christen Democratie                      | 41.710      | 0,0        | Geen deelname | Geen deelname | Jair Bolsonaro (2018), Alan Santos/PR |
| João Goulart Filho                                                            | PPL                     | Vrije Vaderland Partij                   | 30.176      | 0,0        | Geen deelname | Geen deelname | Jair Bolsonaro (2018), Alan Santos/PR |
| Totaal geldige stemmen                                                        | Totaal geldige stemmen  | Totaal geldige stemmen                   | 107.050.749 | 91,2       | 104.838.753   | 90,4          | Jair Bolsonaro (2018), Alan Santos/PR |
| Blancostemmen                                                                 | Blancostemmen           | Blancostemmen                            | 3.106.937   | 2,6        | 2.486.593     | 2,1           | Jair Bolsonaro (2018), Alan Santos/PR |
| Ongeldige stemmen                                                             | Ongeldige stemmen       | Ongeldige stemmen                        | 7.206.222   | 6,1        | 8.608.105     | 7,4           | Jair Bolsonaro (2018), Alan Santos/PR |
| Totaal aantal stemmen                                                         | Totaal aantal stemmen   | Totaal aantal stemmen                    | 117.364.654 | 79,7       | 115.933.451   | 78,7          | Jair Bolsonaro (2018), Alan Santos/PR |
| Onthoudingen                                                                  | Onthoudingen            | Onthoudingen                             | 29.941.641  | 20,3       | 31.372.843    | 21,3          | Jair Bolsonaro (2018), Alan Santos/PR |
| Totaal stemgerechtigden                                                       | Totaal stemgerechtigden | Totaal stemgerechtigden                  | 147.306.295 | 100,00     | 147.306.294   | 100,00        | Jair Bolsonaro (2018), Alan Santos/PR |
| Bron: (en) Election Resources - October 7, 2018 Presidential Election Results |                         |                                          |             |            |               |               | Jair Bolsonaro (2018), Alan Santos/PR |